# Ruditapes
Ruditapes је род слановодних морских шкољки из породице Veneridae.

## Врстре
Према WoRMS
- Ruditapes decussatus (Linnaeus, 1758)
- Ruditapes philippinarum (Adams & Reeve, 1850)

- Ruditapes bruguieri (Hanley, 1845) прихваћен као Venerupis bruguieri (Hanley, 1845)
- Ruditapes decussata (sic) прихваћен као Ruditapes decussatus (Linnaeus, 1758)
- Ruditapes largillierti (Philippi, 1847) прихваћен као Venerupis (Ruditapes) largillierti (Philippi, 1847) представљени као Venerupis largillierti (Philippi, 1847)
- Ruditapes variegata (sic) прихваћен као Ruditapes variegatus (G. B. Sowerby II, 1852) прихваћен као Venerupis aspera (Quoy & Gaimard, 1835)
- Ruditapes variegatus (G. B. Sowerby II, 1852) прихваћен као Venerupis aspera (Quoy & Gaimard, 1835)

## Синоними
- Tapes (Ruditapes) Chiamenti, 1900
- Venerupis (Ruditapes) Chiamenti, 1900